# Държавно устройство на Гърция
Гърция (Ελληνική Δημοκρατία) е парламентарна република. Конституцията на страната е приета на 11 юни 1975 година.

## Президент
Държавния глава – президентът се избира от парламента. Президентът се избира за срок от 5 години на специална сесия на Камарата на представителите. Функциите му са силно ограничени. Всъщност, ролята му е сведена до минимум.

## Изпълнителна власт
Изпълнителната власт принадлежи на президента и правителството начело с министър-председателя.

## Законодателна власт
Висшият законодателен орган в страната е парламент – Камарата на представителите, състояща се от 300 избрани чрез пряко тайно гласуване депутати.

## Съдебна власт
Висшият съдебен орган е Върховният съд – Ареопага (Άρειος Πάγος). Освен това, съществува специална система от съдилища на преглед на спорове между гражданите и държавата, най-високата от които е на Съвета на щати (Συμβολειο της κρατης), както и Държавната сметна палата, специализирана в обработка на финансови въпроси.